# Nama pringlei
Nama pringlei là loài thực vật có hoa trong họ Mồ hôi. Loài này được B.L. Rob. & Greenm. mô tả khoa học đầu tiên năm 1896.